# 呂号第十七潜水艦
|          |                                                                          |
| 艦歴     |                                                                          |
| 計画     | 大正6年度計画                                                            |
| 起工     | 1920年9月24日                                                            |
| 進水     | 1921年2月24日                                                            |
| 就役     | 1921年10月20日                                                           |
| 除籍     | 1936年4月1日                                                             |
| 性能諸元 |                                                                          |
| 排水量   | 基準：740トン 常備：771.8トン 水中：996.8トン                            |
| 全長     | 70.1m                                                                    |
| 全幅     | 6.12m                                                                    |
| 吃水     | 3.70m                                                                    |
| 機関     | ズルツァー式2号ディーゼル2基 電動機、2軸 水上：2,600馬力 水中：1,200馬力 |
| 速力     | 水上：16.5kt 水中：8.5kt                                                 |
| 航続距離 | 水上：10ktで6,000海里 水中：4ktで85海里                                  |
| 燃料     | 重油：75トン                                                             |
| 乗員     | 46名                                                                     |
| 兵装     | 28口径8cm高角砲1門 45cm魚雷発射管 艦首4門、舷側2門 魚雷10本              |
| 備考     | 安全潜航深度：45.7m                                                      |

呂号第十七潜水艦（ろごうだいじゅうしちせんすいかん）は、日本海軍の潜水艦。呂十六型潜水艦（海中3型）の2番艦。竣工時の艦名は第三十四潜水艦。

## 艦歴
1920年（大正9年）9月24日、呉海軍工廠で起工。1921年（大正10年）2月24日進水。同年10月20日竣工。竣工時の艦名は第三十四潜水艦、二等潜水艦に類別。1924年（大正13年）11月1日、呂号第十七潜水艦に改称。1936年（昭和11年）4月1日に除籍。
呂十三型潜水艦より安全潜航深度が増大した他は大きな変更点はなかった。

## 歴代艦長
※艦長等は『日本海軍史』第9巻・第10巻の「将官履歴」及び『官報』に基づく。

### 艦長
- （心得）平岡粂一 大尉：1921年8月1日 - 1922年12月1日
- （心得）秋山勝三 大尉：1922年12月1日 - 1923年11月1日
- （心得）市岡寿 大尉：1923年11月1日 - 12月1日
- 橋本愛次 少佐：不詳 - 1924年12月1日[4]
- 関本織之助 少佐：1924年12月1日[4] - 1925年5月1日[5]
- 板倉得止 大尉：1925年5月1日 - 8月1日
- 加藤与四郎 大尉：1925年8月1日 - 9月16日
- 斎藤栄章 大尉：1925年9月16日 - 1926年3月1日
- 奥島章三郎 大尉：1926年3月1日[6] - 1927年4月1日[7]
- 竹崎馨 大尉：1927年4月1日[7] - 1929年3月28日[8]
- 野口照隆 大尉：1929年3月28日[8] - 1930年12月1日[9]
- 服部邦男 大尉：1930年12月1日[9] - 1931年4月1日[10]